# Jaume Garcia Juan
|  | Aquest article tracta sobre Jaume Garcia. Vegeu-ne altres significats a «Jaume Garcia». |

Jaume Garcia Juan (Barcelona, 17 de novembre de 1970) és un exfutbolista català, que ocupà la posició de migcampista.

## Trajectòria
Es formà al CE Mercantil, passant a continuació pel CE Júpiter i el CE L'Hospitalet. Fou fitxat pel RCD Espanyol, club amb el qual debutà a primera divisió la temporada 1992-1993. Romangué al club fins a 1996 sense massa minuts i amb diverses cessions. Posteriorment jugà a l'Elx CF, Terrassa FC i CE Sabadell, club on es retirà.